# 鴨島町樋山地
鴨島町樋山地（かもじまちょうひやまじ）は、徳島県吉野川市の大字。郵便番号は〒776-0032。

## 地理
吉野川市の南東部に位置。南は名西郡神山町、南西は美郷、北から東は鴨島町敷地、西は川島町山田に接する。
集落は山地域にある。地内を流下する飯尾川の源流がある樋山地谷は、北流して鴨島町敷地に入る。これといった産業もなく、わずかに養鶏が行われている程度である。

### 山岳
- 樋山地石鎚山

### 河川
- 飯尾川

## 歴史
- 2004年（平成16年）10月1日 - 麻植郡鴨島町が川島町・山川町・美郷村と合併して吉野川市となり、現在の町名となる。

## 施設
- 石鎚神社
- 八幡神社

## 交通

### 道路
都道府県道
- 徳島県道242号植桜鴨島線

## 出身者
- 善川三朗 - 宗教家。幸福の科学名誉顧問。